# Чрешњевци
Чрешњевци (словен. Črešnjevci) је насељено место у општини Горња Радгона, Помурска регија, Словенија.

## Историја
До територијалне реорганизације у Словенији били су у саставу старе општине Горња Радгона.

## Становништво
У попису становништва из 2011. године, Чрешњевци су имали 817 становника.
| Број становника према пописима | Број становника према пописима | Број становника према пописима |
| ------------------------------ | ------------------------------ | ------------------------------ |
| 1991                           | 2002                           | 2011                           |
| 745                            | 778                            | 817                            |

Напомена: Године 2006. умањено за део насеља који је припојен насељу Горња Радгона.